# 18116 Prato
18116 Prato è un asteroide della fascia principale. Scoperto nel 2000, presenta un'orbita caratterizzata da un semiasse maggiore pari a 2,2743423 UA e da un'eccentricità di 0,1761399, inclinata di 5,06096° rispetto all'eclittica.